# Un ballo in maschera (Lermontov)
Un ballo in maschera (in russo: Маскарад , Maskarad) è un dramma in giambo libero e in quattro atti, scritto da Michail Jur'evič Lermontov nel 1835. Rifiutato dalla censura, fu rielaborato con aggiunte e perfino con il cambio del titolo, senza riuscire a ottenere il via libera per la rappresentazione che arriverà solo nel 1852, undici anni dopo la morte dell'autore.

## Trama

### Atto primo
(Michail Ju. Lermontov, "Il ballo in maschera", in Liriche e poemi, trad. Tommaso Landolfi, Einaudi, Torino, 1982, p. 162-163)
Evgenij Aleksandrovič Arbenin, dopo una gioventù viziosa e dedita a eccessi di varia natura, può godersi il benessere economico che gli ha fruttato la sua abilità di giocatore con Nina, moglie amata e gran bellezza nel fiore degli anni. Una sera torna al tavolo da gioco, ormai abbandonato da anni, per salvare dalla rovina il principe Zvezdič, un giovane ufficiale che ha perso l'intero suo patrimonio. Più tardi si recano insieme a un ballo in maschera, giacché è tempo di Carnevale. Al ballo, il principe è sedotto da una signora in maschera. Arbenin, dal canto suo, è avvicinato da una maschera maschile che gli predice una sventura per quella sera stessa.
Zvezdič, invaghitosi della donna che civetta con lui, le chiede di lasciargli un oggetto a imperitura memoria del loro incontro. La dama fugge, spaventata all'idea che l'irruente giovane possa strapparle la maschera e riconoscerla. Seduta su un divano pensa a come mandarlo via, quando scorge sul pavimento un braccialetto smarrito da qualcuno. Se ne appropria e, al riapparire del principe, getta per terra il monile, in modo da poter scomparire tra la folla nel mentre lui lo raccoglie.
Zvezdič racconta ad Arbenin la sua avventura con l'intrigante maschera; quindi i due si separano. Evgenij Aleksandrovič torna a casa, ma la moglie è fuori. Al suo ritorno, nota che non ha più al polso il bracciale, ed è allora che si rende conto di quanto sia simile a quello che il principe gli ha mostrato come dono della dama misteriosa. Domanda dove sia il bracciale, dove possa averlo perduto. Nina non comprende perché il marito si stia tanto inquietando e commette l'errore di non rivelare subito di essere stata al ballo in maschera, scena verosimile dello smarrimento. L'uomo ne viene informato dal servo e si convince di essere stato tradito. Le proteste d'innocenza di Nina non sortiscono alcun effetto: Arbenin è deciso a vendicare il suo onore.

### Atto secondo
(Michail Ju. Lermontov, "Il ballo in maschera", op. cit., p. 217)
Sotto la maschera che ha sedotto Zvezdič si nasconde una vedova, la baronessa Štral, segretamente innamorata del principe. Nina Arbenina, che è una sua amica, va a trovarla, e di lì a poco giunge anche il principe. Mentre la baronessa è costretta ad assentarsi per qualche minuto, Zvezdič, il quale grazie al braccialetto è risalito al nome della sua proprietaria, confessa a Nina di amarla. La donna nega di avergli dato il bracciale e se ne va irritata. Il principe si sfoga con la baronessa e lei capisce di aver raccolto da terra il bracciale di Nina e di averne compromesso l'onore agli occhi del marito. Sul momento si sente sollevata, ma in coscienza sa che sarà punita per aver desiderato la sua pace a scapito di un'altra persona.

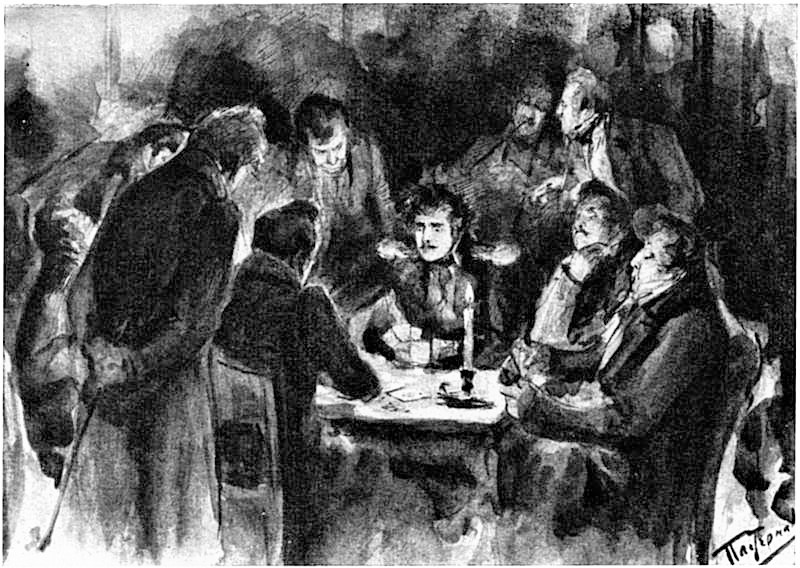
Il principe Zvezdič al tavolo da gioco in un'illustrazione di Leonid Pasternak

Solito frequentatore degli ambienti aristocratici è Adam Petrovič Šprich: è lui che corre in aiuto dei tanti che necessitano di denaro in prestito. La baronessa, il cui defunto marito aveva contratto con Šprich un forte debito, accenna in sua presenza alla presunta relazione tra la Arbenina e il principe, suggerendogli di intervenire nella faccenda per calmare gli animi. Šprich, il quale spera di ricevere dalla Štral il denaro che gli è dovuto, ha un colloquio con Zvezdič, da parte sua intenzionato a sbugiardare pubblicamente Nina, e lo induce a scrivere un biglietto alla donna. Arbenin però lo intercetta.
Evgenij Aleksandrovič, finora persuaso che il principe ignorasse l'identità della donna misteriosa, ossia la moglie dell'uomo che lo ha salvato dalla rovina, è sconvolto dall'ingratitudine di Zvezdič. Intanto il suo vecchio compagno al tavolo da gioco, Afanasij Pavlovič Kazarin, apprende da Šprich quel che si mormora in società su Arbenin e decide di approfittare delle circostanze per riportare l'amico sulla via del vizio. La grande abilità di giocatore di Arbenin può aiutarlo a rimpinguare le sue dissestate finanze.
Arbenin, risoluto a uccidere Zvezdič, va da lui. Gli annunciano che dorme, ma egli s'introduce, non visto, nella sua stanza. Ne esce senza aver agito, per mancanza di coraggio. Un altro modo, più sottile, di vendicarsi gli si affaccia alla mente, e scrive un biglietto in cui invita Zvezdič a cena in casa di N. per trascorrere una piacevole serata. Uscendo, incontra una donna velata. Temendo sia Nina, le scopre il volto e riconosce la baronessa Štral. La donna, preoccupata di vedere Arbenin dal principe, tenta senza riuscirci di scagionare Nina dal sospetto di tradimento: Evgenij Aleksandrovič non la lascia parlare e va via. Maggior successo ottiene con Zvezdič, che ora sa la verità.
Il principe, rinfrancato dal tono cordiale del biglietto, si reca tranquillo da N., senza dar peso alle parole di ammonimento della baronessa. Qui, oltre al padrone di casa e Arbenin, c'è il solo Kazarin. Giocano a carte. A un certo punto Arbenin accusa il principe, che sta vincendo, di imbrogliare, e lo schiaffeggia. Zvezdič esige che l'offesa subìta venga riparata, ma Arbenin, trionfante, rifiuta di battersi: in società tutti dovranno sapere che il principe è un baro e un vigliacco.

### Atto terzo
Всё в мире нам и радость и отрада.
Пройдут года желаний и страстей,
И все вокруг темней, темней!
Что жизнь? давно известная шарада
Для упражнения детей;
Где первое — рожденье! где второе —
Ужасный ряд забот и муки тайных ран,
Где смерть — последнее, а целое — обман!»
(Michail Ju. Lermontov, "Il ballo in maschera", op. cit., p. 231)

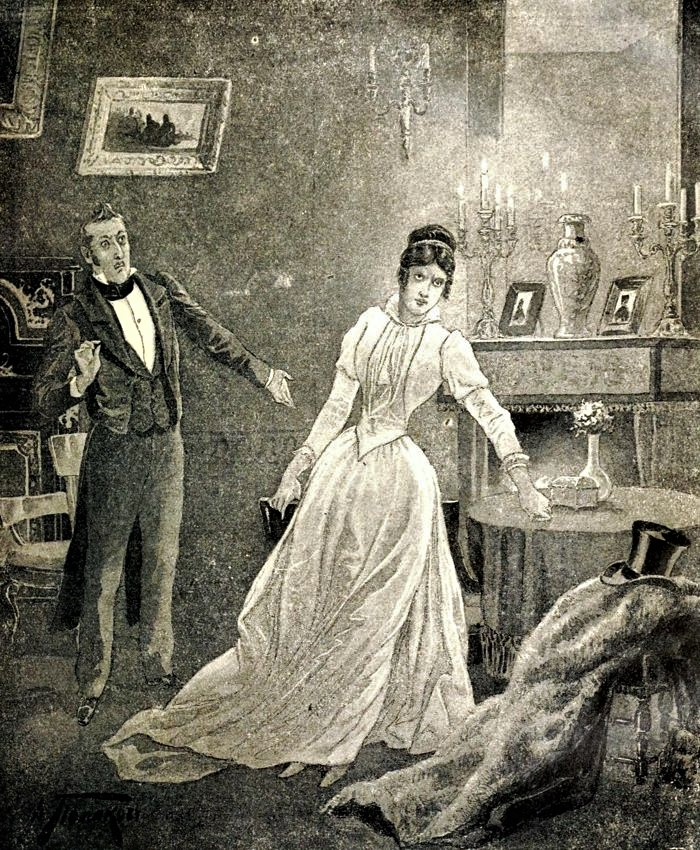
Nina scopre di essere stata avvelenata in un'illustrazione di V. A. Poljakov

La baronessa è partita. In casa di M. la buona società parla alle spalle del principe Zvezdič, accusandolo di codardia; sono presenti anche gli Arbeniny. Zvezdič, non atteso, si fa vivo per poter mettere in guardia Nina dalla vendetta del marito, e restituirle il braccialetto. Arbenin, che osserva la scena da lontano, non nutre ormai alcun dubbio sull'infedeltà della moglie e, con rinnovata determinazione, si avvia ad eseguire il suo piano delittuoso. Da quando, anni prima, aveva perso tutto al gioco e con l'ultimo rublo che gli era rimasto aveva deciso che o si sarebbe rifatto (come accadde) o avrebbe bevuto il veleno, non si era più separato dalla fatale polverina. La cava dalla tasca e la versa nel gelato che porge all'ignara moglie. Lei lo mangia, e a quel punto Arbenin, adducendo come scusa la stanchezza, la conduce a casa.
Nina comincia a stare male e implora il marito di chiamare il medico. Arbenin le confessa che è condannata a morire perché lui le ha fatto ingerire il veleno, e le chiede di ammettere finalmente, davanti a Dio, la sua colpa. Ma Nina ha la coscienza pulita e muore, maledicendo l'assassino e invocando su di lui il giudizio divino. Arbenin guarda il cadavere della donna amata e grida: «Menzogna!».

### Atto quarto
(Michail Ju. Lermontov, "Il ballo in maschera", op. cit., p. 247)
Zvezdič e uno sconosciuto giungono a casa di Arbenin. Il personaggio appena entrato in scena, sette anni prima, era stato rovinato al gioco da uno spietato Arbenin, nonostante fossero amici, e non era più stato in grado di rifarsi una vita. Solo la speranza di riuscire un giorno a vendicarsi, gli aveva dato la forza per andare avanti. E quel giorno è arrivato quando ha visto Arbenin avvelenare il gelato e, invece di impedire il delitto, ha preferito che si compisse pur di poter dare il colpo di grazia al suo nemico. Ha quindi convinto Zvezdič che la repentina morte di Nina non poteva essere dovuta al caso e insieme a lui si è recato da Arbenin.
L'ignoto si rivela ad Arbenin dicendogli che, inosservato, lo aveva seguito in ogni dove, sempre con un volto e un costume diversi, in attesa di un suo passo falso. Al ballo in maschera era stato lui a preconizzargli una sciagura imminente, e ora è venuto a dirgli che sa dell'uxoricidio. A questo punto il principe mostra ad Arbenin una lettera in cui la baronessa Štral confessa la parte avuta nell'intrigo e scagiona Nina, sicuro che l'uomo, messo di fronte alla verità, non si sottrarrà ancora alla sua richiesta di un duello riparatore.
Ma l'orgogliosa intelligenza di Arbenin crolla sotto il peso dell'intollerabile colpa di aver ucciso la donna amata per un peccato inesistente. Lo sconosciuto è felice di aver ottenuto la rivalsa tanto agognata. Il principe, al contrario, si rammarica che la follia di Arbenin non gli consentirà né ora né mai di riguadagnare l'onore perduto.

## Storia dell'opera

### Versioni e pubblicazione
L'idea de Il ballo in maschera prese vita in Lermontov verso la fine del 1834 quando, diplomatosi alla scuola dei Cadetti, iniziò a frequentare l'alta società di San Pietroburgo e a osservarne caratteri e comportamenti. Infatti, in questo dramma l'intento satirico è potente e in tal senso una sicura fonte d'ispirazione è la commedia Che disgrazia l'ingegno! di Griboedov. Ma a essa va aggiunto, per il tono lirico che privilegia le pulsioni distruttive, il poema puškiniano Gli zingari, in cui l'autore prende le distanze dall'egocentrico eroe byroniano e ne rimarca la sterilità di fondo.
La prima redazione del dramma, in tre atti e che si concludeva con la morte di Nina, non ci è pervenuta. Lermontov consegnò alla censura il manoscritto nell'ottobre del 1835 in vista di una rappresentazione a teatro, ma se lo vide restituire ai primi di novembre per apportarvi «i necessari cambiamenti». Il censore, Evstafij Ol'dekop, sospettava che l'intero impianto narrativo della pièce si basasse su fatti realmente accaduti e dichiarava di non capire come l'autore potesse «lanciare una tale sfida ai balli in costume in casa Ėngel'gardt». E infatti quando Arbenin e il Principe decidono di andare al ballo, il secondo osserva: «E si dice che ci vadano perfino…», al che il primo ribatte: «Dicano pure, a noi che importa? Sotto la maschera tutte le condizioni sono uguali! La maschera non ha né anima, né titoli; c’è il corpo: e se la maschera cela i lineamenti, toglie arditamente la maschera ai sentimenti». La frase di Zvezdič, lasciata in sospeso, sottintendeva che ai balli organizzati nella residenza del ricchissimo Vasilij Vasil'evič Ėngel'gardt (1755-1828) sulla Prospekt Nevskij era solito parteciparvi lo stesso Nicola I per sedurre, protetto dall'anonimato, le suddite più graziose. La risposta di Arbenin era un attacco allo zar, sapeva di lesa maestà. Inoltre il superiore di Ol'dekop, il capo della Terza sezione, conte Benkendorf, cui non piaceva la conclusione della storia che, lasciando impunito l'assassino, pareva glorificare il vizio, suggerì all'autore di far riconciliare gli Arbeniny.

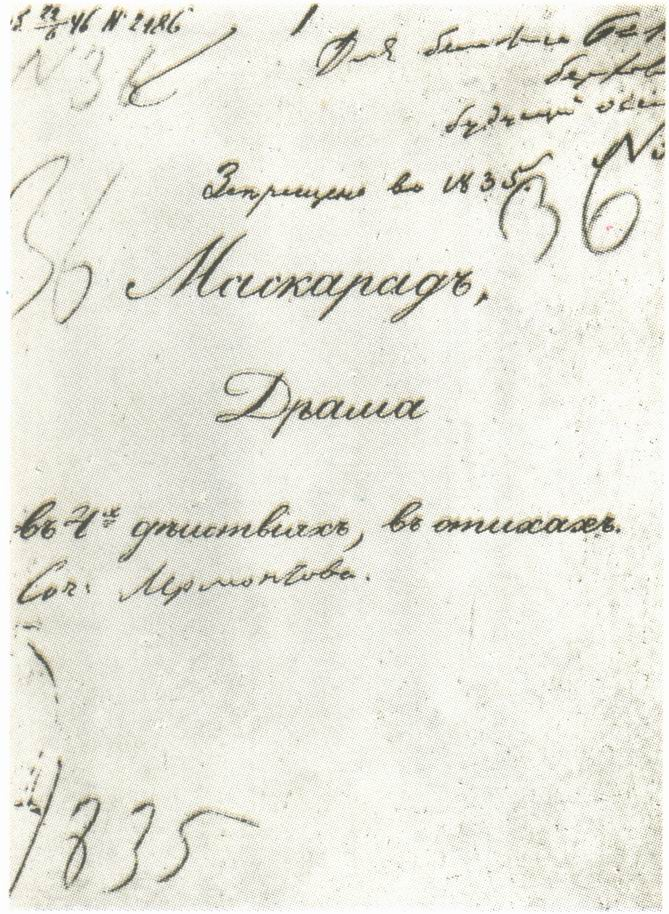
Frontespizio manoscritto del dramma Un ballo in maschera che reca il divieto della censura. Il foglio è conservato al Museo Statale di Letteratura di Mosca

Lermontov mise mano alla revisione tra l'8 (20) novembre e il 20 dicembre (1º gennaio 1836), dopo aver chiesto al suo amico e poeta Andrej N. Murav'ëv (1806-1874) di intercedere per lui presso il cugino, alto ufficiale della polizia politica, ma questi aveva rifiutato di intromettersi nella faccenda. Non fece riappacificare Evgenij e Nina, come avrebbe voluto Benkendorf; scrisse invece un quarto atto in cui metteva Arbenin di fronte alla sua Nemesi, il personaggio dello Sconosciuto, e lo puniva. Alla fine di dicembre il poeta, fiducioso, partì per la tenuta di Tarchany, dalla nonna, affidando all'amico Svjatovslav Raevskij (1808-1876) due copie del dramma perché ne consegnasse uno alla censura e l'altro al direttore dei Teatri Imperiali di San Pietroburgo, Aleksandr M. Gedeonov (1791-1867). A fine gennaio, lo colse la notizia che la censura respingeva di nuovo il suo lavoro, in quanto nessuna modifica era stata apportata ai primi tre atti, e tanti erano in effetti i versi, intinti nel veleno della satira sociale, inaccettabili per la pubblica morale. Una spietata critica al credito che riceveva la donna in società è il monologo proferito dalla baronessa Štral al principio del secondo atto: «Che cos'è adesso la donna? Una creatura senza volontà, un giocattolo per le passioni e i capricci degli uomini. Soggetta a un mondo di giudici e indifesa nel mondo [...] Che cos'è la donna? Fin dall'adolescenza la si adorna come una vittima per venderla con profitto [...] Il mondo [...] dall'apparenza e dall'abito valuterà l'onestà e il vizio». Non meno sconveniente dovette sembrare la visione della vita professata da Kazarin: «Qualunque cosa possano dire Voltaire e Descartes, il mondo per me è un mazzo di carte. La vita è il banco, e il destino tiene banco. Io gioco e applico le regole del gioco agli uomini». E più che scandalosa, pericolosa fu certamente considerata la seguente battuta, in cui si fa l'elogio della lingua russa, restia ai giri di parole: «In maniera selvaggia la nostra lingua obbedisce soltanto alla libertà e non si piega, come invece ci pieghiamo noi bonariamente!».
Ol'dekop scrisse nel suo rapporto: «Nella nuova edizione troviamo gli stessi indecenti attacchi ai balli in costume in casa Ėngel'gardt, le stesse insolenze contro le dame dell'alta società. L'autore ha riscritto il finale, non però quello che gli era stato indicato. [...] Gli orrori drammatici sono cessati in Francia, è necessario introdurli da noi, è necessario introdurre il loro veleno nelle famiglie? Le mode per le signore usate a Parigi sono adottate da noi, questo è innocente, ma adottare mostruosità drammatiche con le quali ha rotto la stessa Parigi, questo è più che orribile, questo non ha nome».
Rientrato in marzo a San Pietroburgo, Lermontov decise di rielaborare drasticamente il dramma pur di vederlo rappresentato. In questa terza versione, in cinque atti e intitolata Arbenin, il principe è innamorato di Nina anche se è stato salvato al tavolo da gioco da Arbenin. Al ballo le confessa il suo amore, ma lei lo respinge e il principe, offeso, le strappa il bracciale dal polso. La dama di compagnia di Nina, Olen'ka, segretamente innamorata del principe, avverte lui e la signora che sono spiati da una maschera. Kazarin, l'uomo che si cela sotto la maschera, dice ad Arbenin che il principe ha dichiarato il suo amore a Nina. Arbenin affronta la moglie che, per difendere il proprio onore, sostiene sia Olen'ka la donna cui Zvezdič ha confessato il suo amore. Olen'ka non contraddice la sua padrona e si prende la colpa. Arbenin accusa Kazarin di aver mentito; questi si fa spalleggiare dal principe, il quale mostra a Evgenij il bracciale. Arbenin, volendo assolutamente conoscere la verità, finge con Nina di averle dato da bere una limonata avvelenata. La donna, spaventata, per avere salva la vita confessa l'adulterio. Arbenin abbandona Nina e parte. Anche stavolta la censura non autorizzò la messa in scena de Il ballo in maschera, nonostante il rapporto benevolo di Ol'dekop, che constatava come «tutte le cose detestabili» fossero state eliminate. Nel febbraio del 1837, quando Lermontov fu interrogato dalla polizia segreta in merito alla poesia Smert' poėta (La morte del poeta), da lui scritta e diffusa anonimamente, in cui accusava il gran mondo e il governo di aver "ucciso" Puškin, ricordò che Un ballo in maschera era stato proibito perché conteneva «versi taglienti» e immorali.
Il comitato di censura, presieduto da Aleksandr Vasil'evič Nikitenko (1804-1877), si dichiarò favorevole alla pubblicazione del dramma nella seconda versione in quattro atti, il 22 settembre (4 ottobre) 1842, anche se il testo fu consegnato alle stampe con pesanti tagli. Solo nel 1873 fu pubblicato in edizione integrale, come noi lo leggiamo oggi, nella raccolta completa delle opere di Lermontov curata dall'editore e critico letterario Pëtr Aleksandrovič Efremov (1830-1917). Quanto ad Arbenin, fu stampato la prima volta nel 1875, sulle pagine del periodico mensile Russkaja starina (La vecchia Russia) e sotto il falso titolo di Maskarad, nome con cui bisogna riferirsi alla seconda stesura del dramma.

### Rappresentazioni teatrali

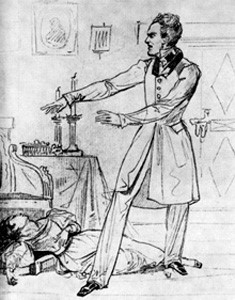
L'attore Vasilij A. Karatygin (1802-1853), interprete di Arbenin nella rappresentazione teatrale del 1852, qui in un disegno dal vero di Aleksandr P. Brjullov

Il grande, in terra russa, attore tragico Pavel S. Močalov (1800-1848), il preferito di Lermontov, attraverso i buoni auspici del critico letterario Vasilij P. Botkin (1812-1869) riuscì nel 1843 a ottenere l'autorizzazione per la rappresentazione del dramma a teatro, ma lo sviluppo successivo della vicenda non sarebbe approdato a nulla. Il 22 giugno (4 luglio) 1846 al comitato di censura del Teatro Aleksandrinskij fu chiesto di esaminare l'opera di Lermontov, per poterla mettere in scena nel corso di una serata in onore della celebre attrice Marija Ivanovna Val'berchova (1789-1867), cui — per inciso — Lermontov aveva dedicato la prima versione de Il ballo in maschera, ma non ottenne il consenso. Nel 1848 Močalov fece un nuovo sfortunato tentativo, come pure nel 1852 la Val'berchova, e stavolta la costanza fu premiata. Il dramma fu finalmente rappresentato il 27 ottobre (8 novembre), con due repliche a distanza di due e sette giorni. L'evento passò inosservato sui principali giornali letterari: né il Sovremennik né le Otečestvennye Zapiski scrissero nulla al riguardo, certamente per il massiccio intervento della censura che aveva trasfigurato il testo originale e cambiato il finale. Arbenin, per l'appunto, dopo aver avvelenato la moglie, esclama: «Paga ora il tuo debito, scellerato!», e si pugnala per morire accanto al cadavere di Nina. Una tale conclusione serviva a soddisfare la censura che pretendeva per il colpevole la massima punizione.
Una rivista minore, la Severnaja pčela (L'ape del Nord), in una recensione sottolineava come benché il lavoro di Lermontov non fosse «scenico», cioè adatto al teatro, era comunque notevole «per la profondità dei pensieri e per il pathos drammatico».

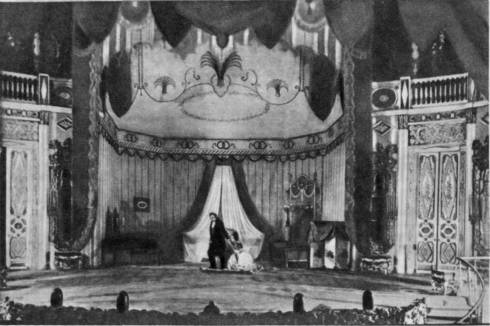
Una scena di Un ballo in maschera diretta da Mejerchol'd il 10 marzo 1917

Il 21 gennaio (2 febbraio) del 1853, una riduzione parecchio alterata dalla censura fu messa in scena al Piccolo Teatro (in russo: Malyj Teatr) di Mosca, che solo il 21 settembre (3 ottobre) del 1862 poté presentare al pubblico uno spettacolo più rispettoso del testo di Lermontov, con il taglio di pochi versi. Il 13 (25) gennaio del 1864 il teatro Aleksandrinskij ripropose il dramma un'ultima volta per il XIX secolo, mentre negli anni ottanta e novanta Il ballo in maschera entrò nel cartellone di teatri pietroburghesi e moscoviti meno prestigiosi, oltre che in quelli di provincia.
La storia della violenta passione d'amore di Arbenin per Nina tornò al teatro Aleksandrinskij in occasione del centenario della nascita di Lermontov, ma il più celeberrimo e sontuoso allestimento del dramma fu quello diretto tre anni dopo, la sera del 25 febbraio (10 marzo) 1917, mentre nelle strade di Pietrogrado imperversava la rivoluzione, da Vsevolod Mejerchol'd, con le scenografie di Aleksandr Golovin. Il «regista più ribelle a ogni freno che abbia avuto il teatro russo» amava l'opera di Lermontov come «modello di un "teatro d'azione"» e per la ricchezza di spunti misteriosi, primo tra tutti il personaggio dell'Ignoto, assurto nell'interpretazione di Mejerchol'd a emblema del destino. Nel 1935 il regista adattò per lo stesso teatro, che nel frattempo era stato intitolato a Puškin, una nuova edizione de Il ballo in maschera, e da allora l'opera fu costantemente rappresentata a Mosca, Leningrado e altrove.
In Italia la pièce è stata portata sulle scene, largamente rivisitata, nel 1997, al Centro Teatrale Bresciano dalla Compagnia teatrale "Dionisio" diretta da Valter Malosti, e al Tirso di Roma, l'11 dicembre 2001, dalla compagnia del "Teatro di nessuno", per la regia di Sandro Conte. L'edizione più spettacolare è quella prodotta dal "Teatro Accademico del Bol'šoj intitolato a G. A. Tovstonogov" e rappresentata l'11 e il 12 ottobre 2005 al Teatro Carignano, con la regia del georgiano Temur Nodarovič Čchendze.

### Lungometraggi, balletto e opere
- Sugli schermi l'opera di Lermontov appare una prima volta nel 1941, diretta da Sergej Gerasimov, che affida a sé stesso il ruolo dello Sconosciuto; quindi nel 1990, a cura di Inessa A. Mamyševa.
- Il balletto, presentato in anteprima al teatro lirico di Odessa nel 1982, con le musiche di Aram Chačaturjan, ebbe tre anni dopo un adattamento cinematografico realizzato da Viktor V. Smirnov. In realtà Chačaturjan non musicò mai il balletto, ma scrisse le musiche per la rappresentazione andata in scena il 21 giugno 1941 al Teatro Vachtangov, poi riutilizzate anche in altre produzioni de Un ballo in maschera. L'idea del balletto risale invece agli anni settanta, quando il coreografo Michail Nikolaevič Dolgopolov (1901-1977) iniziò a lavorare sul libretto, ma si concretizzò solo grazie agli sforzi dell'armeno Ėdgar Sergeevič Oganesjan (1930-1998), allievo di Chačaturjan, che usò oltre alle musiche originali del Maestro, anche composizioni sue proprie.[7]
- Fra gli ultimi trent'anni dell'Ottocento e la prima metà del Novecento, diversi compositori russi scrissero per il teatro musicale opere tratte dal dramma di Lermontov. Circa una decina furono invece le Musiche di Scena, fra cui si segnalano, oltre alla composizione già citata di Aram Chačaturjan, quelle di Aleksandr Konstantinovič Glazunov, del 1917.[18]

## Analisi critica
(Saggio introduttivo di Angelo M. Ripellino in Michail Lermontov, Liriche e poemi, op. cit., p. XV)

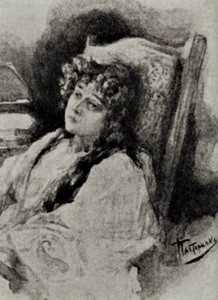
Nina, vittima della gelosia di Arbenin, in un disegno di Leonid Pasternak

Se Arbenin, con la sua avversione per i gradi, il senso molto sviluppato della dignità umana, il disprezzo per la società mondana, ha una certa affinità con l'Aleksandr Čackij de Che disgrazia l'ingegno!, se alla commedia di Griboedov Il ballo in maschera deve l'andamento dei versi in forma di aforismi e la prossimità con il linguaggio parlato, per il resto sono evidenti le influenze di Shakespeare, per l'uso frequente dei monologhi, che mettono a nudo la psicologia dei personaggi, per il sapiente incastro di trame pazientemente intessute ed eventi casuali destinati a sfociare nella catastrofe finale, per il tema della morbosa gelosia che rimanda all'Otello. Vsevolod Ėjchenbaum ha definito l'opera di Lermontov, che rientra nella corrente russa dello Sturm und Drang, un «dramma sociale e filosofico», cui non è estraneo il motivo caro a Schiller e a Schelling dell'antinomia tra bene e male. Detto motivo si dipana nel dramma secondo le linee di un teorema elementare: «ogni azione malvagia ne genera una uguale». Il bene è impotente di fronte al male: l'unica opzione possibile per lottare contro di esso è fare il "male" a propria volta, ma a quest'idea di Schelling Lermontov affianca la denuncia delle conseguenze cui va incontro chi si risolve a un simile modo di agire.
Quando Lermontov nella prima versione in tre atti aveva concluso la storia con la morte di Nina, non ha lasciato impunito Arbenin. La sua condanna, come quella del Demone, ben più atroce di ogni altra, è l'eterna solitudine, la sofferenza che nasce dalla vacuità di un'esistenza senza amore. Arbenin, davanti a Nina morente, mormora: «Sì, tu morirai e io resterò qui, solo solo... Passeranno gli anni, io morirò e sarò sempre solo... È terribile!». Dopo una giovinezza consumata tra donne e gioco, dopo aver per questo sentito gravare sulla propria vita il «suggello della maledizione» e chiuso, di conseguenza, le braccia «ai sentimenti e alla felicità terrena», Arbenin si è sposato e ha scoperto che nel suo animo la morte aveva ceduto il passo all'amore. «Il tuo amore, il tuo sorriso, lo sguardo, il respiro... Io sono un essere vivo — dichiara Arbenin alla moglie — finché essi mi appartengono: senza di essi, non ho né felicità, né anima, né sentimento, né vita». 
Rigenerato e salvato da Nina, può operare il bene solo finché l'immagine di lei resta immacolata; dovesse quindi scoprire di essere stato ingannato, deriso alle spalle, allora lui, che è «nato con l'anima ribollente come lava», dura finché non si scioglie, ma devastante una volta che si è liquefatta, non potrà che vendicarsi.
Il tarlo della gelosia in Arbenin, a ragione ribattezzato l'Otello russo, tocca il parossismo, il delirio, corrode la sua anima al punto da fargli uccidere la moglie, di cui non avrebbe «ceduto al cielo e al paradiso una lacrima», perché tanto più bruciante è la passione amorosa, tanto più spietato diviene l’uomo che sente tradito questo amore. La redenzione è impossibile, e forse Arbenin neppure la desidera. Una proiezione ideale del celibato si coglie tra i motivi del dramma: l'uomo si costringe con un infondato sospetto a sentirsi amareggiato dalla vita coniugale per macerarsi nel ricordo della giovinezza perduta che, sebbene dissoluta, non può dimenticare. Impossibile diviene allora non soltanto la redenzione, ma anche la fuga dal passato, da se stesso.
La personalità del giocatore Arbenin richiama in parte quella dello scrittore Nikolaj Filippovič Pavlov (1803-1864), conoscente di Lermontov, il quale aveva fama di amante delle carte, ossessionato e disonesto. Il gioco era il passatempo preferito della nobiltà russa degli anni trenta, e in una pièce che voleva mettere alla berlina l'alta società del tempo non poteva mancare come tema portante, finalizzato a scandire il destino dei personaggi. Le carte erano un mezzo efficace per stringere amicizie, procacciarsi avanzamenti di carriera, farsi un nome se non si apparteneva all'aristocrazia. Il gioco entra nell'esistenza delle persone e le dà la sua impronta, che è l'immagine dell'azzardo, della casualità. I personaggi si agitano in una dimensione dove nulla è certo, dove regna l'imprevedibilità, il rischio.
Alle incognite del gioco Lermontov associa il concetto di enigma. La vita è una sciarada, una sequenza di combinazioni misteriose, e in essa si muovono non persone, ma maschere. Non per nulla il titolo originale del dramma, Maskarad, è traducibile pure come mascherata. Nella società mondana, trionfo delle apparenze, tutti i volti sono camuffati, falsi. Sono maschere i volti stessi e non celano altro che il vuoto.